# The Swatch Group
The Swatch Group è una società svizzera attiva nel campo dell'orologeria. Oltre alla linea di orologi economici Swatch da cui prende il nome, il gruppo è proprietario di alcune delle più famose firme di orologi nel mondo.

## Storia
Si formò nel 1983 in seguito alla fusione delle due società svizzere ASUAG (Allgemeine Gesellschaft der Schweizerischen Uhrenindustrie) e SSIH (Société Suisse pour l'Industrie Horlogère) e assunse il suo nome attuale nel 1998 (precedentemente SMH Swiss Corporation for Microelectronics and Watchmaking Industries Ltd).

Nel 2007 le vendite ammontavano approssimativamente a 5,941 miliardi di franchi svizzeri. The Swatch Group conta 23.600 dipendenti. Fra i suoi prodotti più famosi troviamo la linea di orologi Swatch e la marca di automobili Smart, la cui ideazione è frutto della collaborazione di Mercedes-Benz e di The Swatch Group, appunto: quest'ultimo si è però ritirato dal progetto.
Per i rifornimenti di parti meccaniche e movimenti Swatch si rivolge principalmente alla Valjoux (oggi ETA Valjoux dopo che la stessa Swatch ne ha preso il controllo), Fredric Piguet e Nivarox (il principale produttore mondiale di spirali).
Oggi il Gruppo Swatch contando tutti i brand di sua proprietà è tra i più grandi del mondo nel proprio settore, con circa il 25% delle vendite mondiali di orologi.

## Marchi
Le principali marche di orologeria appartenenti allo "The Swatch Group" sono:
- Blancpain
- Breguet
- Harry Winston
- Certina
- Léon Hatot
- Glashütte Original
- Hamilton Watch
- Jaquet-Droz
- Longines
- Balmain
- Mido
- Omega
- Rado
- Swatch
- Tissot
- ETA SA
- Union Glashutte
- Endura